# Phrynobatrachus taiensis
Phrynobatrachus taiensis là một loài ếch trong họ Petropedetidae. Chúng là loài đặc hữu của Bờ Biển Ngà.
Các môi trường sống tự nhiên của chúng là các khu rừng ẩm ướt đất thấp nhiệt đới hoặc cận nhiệt đới, đầm nước ngọt, và đầm nước ngọt có nước theo mùa.